# Non commettere atti impuri
Non commettere atti impuri (tdl. ‘No cometais actos impuros’) es una película de 1971 dirigida por Giulio Petroni.

## Argumento
Pino, ateo y anticonformista, se enamora locamente de María Teresa, pero Giacomo, el tío de la chica, desaprueba de la relación.

## Reparto
- Simonetta Stefanelli: María Teresa.
- Barbara Bouchet: Nadine.
- Dado Crostarosa: Pino Liguori.
- Marisa Merlini: madre de María Teresa.
- Claudio Gora: tío Giacomo.
- Luciano Salce: Damiano Liguori.
- Gigi Ballista: padre Spiridione.

## Producción
Fue la primera película dirigida por Giulio Petroni en la que el propio Petroni ejerció también como productor.
La historia originalmente estaba ambientada en Turín, pero Petroni luego decidió mudar la acción a Asís, donde poseía una casa, «para aumentar su atmósfera profanadora».
Ciertos análisis posteriores notaron que la película coincidió con la época en la que Petroni abandonó el género wéstern y tomó un camino diferente, caracterizado por la exploración del erotismo y la sátira social, temáticas que también abordó en Crescete e moltiplicatevi (1973). De acuerdo con una entrevista con el propio Petroni, esto se debió a que el wéstern como género estaba experimentando un declive, y comenzó a sentir la necesidad de explorar nuevos territorios.